# Primula eugeniae
Primula eugeniae là một loài thực vật có hoa trong họ Anh thảo. Loài này được Fed. miêu tả khoa học đầu tiên năm 1948.